# Le Guide du parfait petit emmerdeur
Le Guide du parfait petit emmerdeur (How to Be a Little Sod) est une série télévisée d'animation britannique en 10 épisodes de 10 minutes, créée par Simon Brett et diffusée entre le 19 septembre 1995 et le 18 février 1996 sur le réseau BBC One. En France, cette série a été diffusée sur Jimmy.

## Synopsis
Cette série met en scène un bébé donnant des conseils afin de rendre impossible la vie des parents.

## Épisodes
1. Le Dressage des parents (Parent Training)
2. Bébé portable (Portable Baby)
3. Allo maman bobo (Do You Think the Baby's Alright?)
4. Bout à bout (End to End)
5. D'homme à homme (Male Bonding)
6. Le Tyran (A Life of Her Own)
7. La Progression (Getting Around)
8. Surtout ne pas se laisser faire (Don't Forget the Kitchen Sink)
9. Berceuses (The Bedtime Story)
10. Le Temps des cadeaux (Present Time)